# Hanako, duch ze szkolnej toalety
Hanako, duch ze szkolnej toalety (jap. 地縛少年花子くん Jibaku shōnen Hanako-kun) – manga napisana i zilustrowana przez duet o pseudonimie AidaIro. Jest publikowana na łamach magazynu „Gangan GFantasy” wydawnictwa Square Enix od czerwca 2014. Polski przekład mangi ukazuje się nakładem wydawnictwa Studio JG.
Na podstawie mangi studio Lerche wyprodukowało serial anime, który emitowano od stycznia do marca 2020. Drugi sezon jest emitowany od stycznia 2025.
Do lutego 2024 manga sprzedała się w ponad 10 milionach egzemplarzy.

## Fabuła
Akademia Kamome słynie z plotek na temat Siedmiu Tajemnic i zjawisk nadprzyrodzonych. Nene Yashiro, dziewczyna marząca o chłopaku i uczennica pierwszej klasy liceum, przywołuje siódmą i najbardziej znaną tajemnicę – „Hanako z toalety”, ducha dziewczyny, która rzekomo nawiedza łazienkę i może spełniać życzenia za odpowiednią cenę. Po jej przywołaniu Nene odkrywa, że Hanako w niczym nie przypomina plotek, gdyż okazuje się być chłopcem. Z biegiem wydarzeń dziewczyna zostaje duchowo związana z Hanako i zostaje jego asystentką, pomagając mu niszczyć złe istoty nadprzyrodzone oraz zmieniać plotki, aby utrzymać równowagę między światem duchów a światem ludzi. W międzyczasie Nene dowiaduje się o swoich powiązaniach ze światem duchów oraz o mrocznych sekretach dotyczących Hanako i jego przeszłości.

## Bohaterowie

### Główni

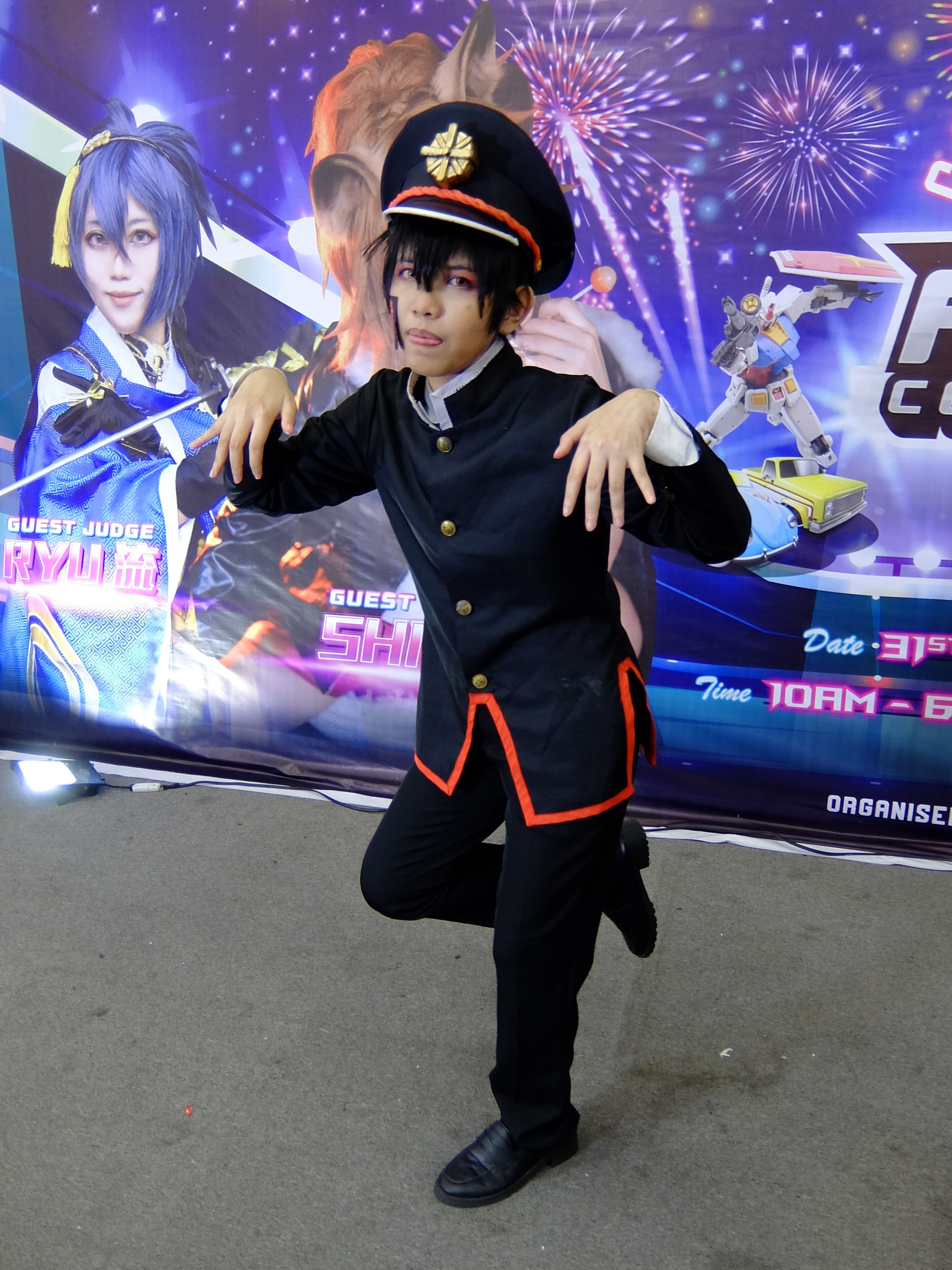
Cosplay Hanako

- Hanako (jap. 花子くん Hanako-kun)

Seiyū: Megumi Ogata 
Najsłynniejsza ze szkolnych legend i siódma z Siedmiu Tajemnic Akademii Kamome. Według plotek, zamieszkuje toaletę dla dziewcząt w starym budynku szkoły, a za odpowiednią opłatą może spełnić życzenia każdego, kto go przywoła. Jest najsilniejszym spośród Siedmiu Tajemnic i pełni rolę ich przywódcy. Jego obowiązkiem jest nadzorowanie wszystkich istot nadprzyrodzonych w szkole i utrzymywanie równowagi między nimi a ludźmi. Walczy przy użyciu noża kuchennego i dwóch haku-joudai, duchowych kul, które pomagają mu doglądać innych. Może również przywołać pelerynę, która zapewnia mu odporność na egzorcyzmujące błyskawice.
Choć często zachowuje się dziecinnie i psotnie, Hanako ukrywa swoje prawdziwe emocje i w rzeczywistości jest dość poważny. Z powagą podchodzi do swoich obowiązków, ponieważ Bóg obiecał mu, że jeśli je wypełni, otrzyma odpuszczenie grzechów z przeszłości. Niechętnie zdradza informacje na temat swojego poprzedniego życia. Za życia nazywał się Amane Yugi (jap. 柚木 普 Yugi Amane), a także uczęszczał do Akademii Kamome. Jako uczeń drugiej klasy gimnazjum w 1969 roku, często przychodził do szkoły z siniakami i ranami, będąc wielokrotnie maltretowanym przez kogoś, kogo tożsamości nie chciał ujawnić. Miał głęboką pasję do astronomii i marzył o zostaniu astronautą oraz podróży na Księżyc. Według Tsuchigomoriego, Piątej Tajemnicy i jego ówczesnego wychowawcy, Hanako miał zostać nauczycielem nauk ścisłych, dopóki jego los nie zmienił się z nieznanych powodów. Zabił swojego młodszego brata bliźniaka, Tsukasę Yugiego, i zmarł młodo. Hanako jest jedyną znaną osobą, która kiedykolwiek zmieniła swoje przeznaczenie.
Po tym, jak Hanako związał swoją duszę z Yashiro, dziewczyna stała się jego asystentką. W rzeczywistości jednak Hanako traktuje ją jak przyjaciółkę i bardzo się o nią troszczy. Tym bardziej, gdy dowiaduje się, że został jej tylko rok życia. Chcąc zapewnić jej długą przyszłość, chroni ją zaciekle, choć na pozór często jej dokucza i irytuje.
- Nene Yashiro (jap. 八尋 寧々 Yashiro Nene)

Seiyū: Akari Kitō 
Pierwszoklasistka w Akademii Kamome. Przywołuje Hanako i życzy sobie, aby chłopak, którego lubi, Teru Minamoto, odwzajemnił jej uczucia. W wyniku pewnych wydarzeń Yashiro połyka łuskę syreny, co skutkuje nałożeniem na nią klątwy syreny, która zamienia ją w rybę. Aby spełnić jej nowe życzenie ponownego stania się człowiekiem, Hanako połyka łuskę tej samej syreny, aby rozdzielić efekt działania klątwy, co pozwala Yashiro pozostać człowiekiem, o ile nie zanurzy się w wodzie. Po związaniu ich dusz poprzez klątwę, została zobowiązana do zostania asystentką Hanako w ramach zapłaty. Współpracuje z Hanako, aby zmieniać i rozprzestrzeniać nowe plotki o istotach nadprzyrodzonych w szkole, aby utrzymać je pod kontrolą. Jest w stanie zniszczyć yorishiro Szkolnych Tajemnic, będące źródłem ich mocy; robiąc to, zasypia i doświadcza wspomnień związanych z yorishiro.
Nosi dwie spinki do włosów przypominające magatamę i broszkę z czaszką na mundurku. Yashiro jest bardzo pozytywną, empatyczną i troskliwą dziewczyną. Jest niepewna siebie i obawia się, że nikt nigdy nie odwzajemni jej uczuć. Po tym, jak została przeklęta, wyznaje Hanako, że zdała sobie sprawę, że jej prawdziwym pragnieniem było, aby ktokolwiek odwzajemnił jej uczucia, a nie konkretnie Teru. Wstydzi się również swoich łydek, które często przyrównywane są daikonu w ramach żartu. Jej najlepszą przyjaciółką jest Akane Aoi, która lubi dzielić się z nią nowymi plotkami. Pomimo jej wielokrotnych twierdzeń, że Hanako nie jest w jej typie, a także ciągłego dokuczania z jego strony, bardzo się o niego troszczy.
- Ko Minamoto (jap. 源 光 Minamoto Kō)

Seiyū: Shōya Chiba 
Uczeń trzeciej klasy liceum w Akademii Kamome i drugi najstarszy syn klanu Minamoto, rodziny potężnych egzorcystów, którzy wierzą, że wszystkie nadprzyrodzone istoty są z natury złe. Używa trójzębnego kostura o nazwie Raiteijo, broni przekazywanej w rodzinie Minamoto, która przekształca duchową moc właściciela w błyskawice, które egzorcyzmują byty nadprzyrodzone. Na polecenie swojego starszego brata, Teru, Ko próbuje wyegzorcyzmować wszystkie Siedem Tajemnic, jednak nie posiada wystarczającej mocy duchowej, aby to zrobić. Ko próbował kontynuować swoją misję, ale ostatecznie dochodzi do wniosku, że Hanako w niczym nie przypomina „złego” ducha. W rezultacie Ko postanawia dowiedzieć się więcej o nim i innych istotach nadprzyrodzonych (takich jak Mitsuba), zanim bezmyślnie zacznie je egzorcyzmować, co nie podoba się jego bratu. Kiedy Ko znajduje ducha Mitsuby, oferuje spędzenie z nim dnia, aby mógł zrobić to, czego żałował w ostatnich chwilach i mógł odejść w spokoju. W pierwszym roku gimnazjum chodzili do tej samej klasy, a Ko czuje się winny, że wtedy go nie zauważył. Po tym, jak Tsukasa przekształca Mitsubę w złą istotę nadprzyrodzoną wbrew jego woli, Ko jest świadkiem, jak Hanako niszczy Mitsubę i jest zdruzgotany utratą przyjaciela. Wściekły i przygnębiony, obiecuje stać się silniejszym, aby zniszczyć złe istoty nadprzyrodzone, takie jak Tsukasa.  Ko jest poszukiwaczem sprawiedliwości o odważnej i życzliwej osobowości, chociaż często wpada w kłopoty z powodu swojego braku doświadczenia i niskiego poziomu mocy duchowej. Próbuje także chronić Yashiro, kiedy uważa, że Hanako zachowuje się wobec niej niemile lub perwersyjnie.
- Sosuke Mitsuba (jap. 三葉 惣助 Mitsuba Sōsuke)

Seiyū: Daiki Kobayashi 
Były kolega z klasy Ko z czasów gimnazjum, który zginął w wypadku samochodowym. Stał się duchem i nawiedzał szafki w gimnazjum, wołając uczniów i mając nadzieję, że ktoś go sobie przypomni. Ko zauważa go po usłyszeniu plotki o nim i, mimo że nie rozpoznaje go ze szkoły, postanawia pomóc mu spełnić jego ostatni żal, który zatrzymał go w szkole, aby mógł odejść w spokoju. Mitsuba żałuje, że za życia nie miał żadnych przyjaciół, a w swoim życzeniu skierowanym do Tsukasy mówi, że chce, aby wszyscy go rozpoznali. Ponieważ Tsukasa uznał, że jego pierwotne życzenie było zbyt niejasne, postanowił, że prawdziwym pragnieniem Mitsuby było pozostanie z przyjaciółmi na zawsze. Spełnia to życzenie i zmienia plotkę o Mitsubie, zamieniając go w agresywną istotę nadprzyrodzoną wbrew jego woli. Tsukasa zmusza Mitsubę do zabicia Ko, aby spełnił swoje życzenie i już za zawsze był ze swoim przyjacielem (poprzez śmierć), ale Hanako przybywa i niszczy Mitsubę, zanim ten zdąży to zrobić. Tsukasa ratuje część jego duszy i łączy ją z ciałem uformowanym z duchów, które zabił, tworząc nowego Mitsubę. Po zabiciu Trzeciej Tajemnicy, Tsukasa zmusza nowego Mitsubę do zjedzenia jej serca, by ten mógł stać się nową Trzecią Tajemnicą. Mimo że nie jest oryginalnym Mitsubą i nie posiada żadnych wspomnień, nowy Mitsuba ma taką samą osobowość i marzenia, pragnąc teraz stać się prawdziwym człowiekiem.  Wcześniej Mitsuba nie miał przyjaciół, ponieważ był narcystyczny i nieuprzejmy. Mając nadzieję na zmianę w gimnazjum, tłumił swoją osobowość, ale przez to stał się nijaki i łatwy do przeoczenia. Był utalentowanym i nagradzanym fotografem w szkolnym klubie fotograficznym. Mitsuba wymyśla również obraźliwe przezwiska dla ludzi, jednak za jego nieuprzejmością i narcyzmem kryje się desperackie pragnienie szczęścia, a myśli o swoich porażkach w poprzednim życiu wprawiają go w przygnębienie.

### Siedem Tajemnic
- Nr 1 – Troje Strażników Zegara (jap. 三人の時計守 Sannin no Tokeimori)

Seiyū: Shun’ichi Toki 
Troje Strażników Zegara strzeże wieży zegarowej Akademii Kamome i kontroluje czas. Kako kontroluje przeszłość i potrafi przewijać czas. Jedna z koleżanek z klasy Yashiro, Akane Aoi (jap. 蒼井 茜 Aoi Akane) jest człowiekiem, który w tajemnicy jest Strażnikiem Zegara; kontroluje teraźniejszość i może zatrzymać czas na pięć minut każdego dnia. Mirai z kolei kontroluje przyszłość i może przyspieszyć czas dla kogoś, dotykając go.
- Nr 2 – Schody Misaki (jap. ミサキ階段 Misaki Kaidan)

Seiyū: Yukana 
Schody prowadzące do pracowni plastycznej. Krążą plotki, że każdy, kto stanie na czwartym stopniu, zostanie przeniesiony do świata duchów, gdzie „Misaki” rozszarpie go na strzępy, a jego krew zostanie rozlana na schodach następnego dnia. Yako, lisi duch z posągu Inariego w szkole, jest obecnym numerem 2. Zakochała się w Misakim, nauczycielu Akademii Kamome, który potrafił ją dostrzec, nauczył czytać i pisać oraz uwiecznił na klasowym zdjęciu. Nigdy więcej go nie zobaczyła po tym, jak rozeszły się pogłoski, że zginął w wypadku na szkolnych schodach. Kiedy jej plotki się zmieniły, Yako była zmuszona rozszarpywać tych, którzy weszli na jej granicę, i używać ich kończyn, aby odtworzyć Misakiego. Jej yorishiro to para nożyc, prezent od Misakiego.
- Nr 3 – Piekło Luster (jap. カガミジゴク Kagami Jigoku)

Granica kontrolowana niegdyś przez nadprzyrodzonego potwora przypominającego ptaka. Lustra ukazują najgłębsze lęki i niepewności danej osoby, zyskując moc w zależności od tego, jak bardzo się boi. Tsukasa zabił poprzedniego reprezentanta, a jego serce zostało zjedzone przez Mitsubę, który stał się nowym numerem 3.
- Nr 4 – Shijima z Pracowni Plastycznej (jap. 美術室のシジマさん Bijutsushitsu no Shijima-san)

Była uczennica trzeciego roku, o której krążyły plotki, że popełniła samobójstwo, ponieważ jej rodzice nie zaakceptowali jej decyzji o zawodowym zajmowaniu się malarstwem. W rzeczywistości Mei była ciężko chora i zmarła, zanim zdążyła ukończyć szkołę. Podczas pracy nad zadaniem plastycznym w szpitalu, Mei wyobraziła sobie fikcyjny świat, w którym jej alternatywne, zdrowe ja mogłoby radośnie rysować w wieży, pragnąc, by ta alternatywna wersja rysowała za nią po jej śmierci. Nieświadomie, Mei stworzyła nadprzyrodzoną Shijimę, swoją idealną, alternatywną jaźń, która czuwała nad nią do końca jej życia i obiecała ją chronić. Po śmierci ludzkiej Mei, jej prace są prezentowane w sali artystycznej i wywołują fałszywe plotki, co głęboko złości Shijimę, ponieważ niszczą one reputację Mei. Jej granica to wieża z obrazu Mei. Ma moc malowania i tworzenia fikcyjnych światów, w których ludzie mogą żyć zgodnie z ich najskrytszymi pragnieniami. Jej yorishiro jest jej szkicownik.
- Nr 5 – Biblioteka o Szesnastej (jap. 十六時の書庫 Jūroku-ji no Shoko)

Seiyū: Kenjirō Tsuda 
Tajemniczy pokój wypełniony książkami opisującymi przeszłość, teraźniejszość i przyszłość każdego ucznia, do którego drzwi są dostępne tylko o 16:00. Książki mają trzy kolory: białe opisują życie żywych, czarne opisują życie zmarłych, a czerwone zawierają przyszłość i są zakazane do czytania. Przedstawicielem Biblioteki o Szesnastej jest Tsuchigomori, istota przypominająca pająka, która żyje jako ludzki nauczyciel w Akademii Kamome. Obecnie jest wychowawcą Ko, a wcześniej był wychowawcą Hanako, zanim ten zmarł. Jako jego nauczyciel troszczył się o Hanako i był głęboko poruszony jego śmiercią. Przed śmiercią Hanako poprosił Tsuchigomoriego, aby zachował jego najcenniejszy skarb, kamień, który według niego spadł z Księżyca. Po śmierci Amane Yugiego kamień ten staje się yorishiro Tsuchigomoriego.
- Nr 6 – Bóg Śmierci (jap. 死神様 Shinigami-sama)

W noc tsukimi, krąży plotka, że Bóg Śmierci kradnie życie tym, którzy zasną, czekając na moment, by ujrzeć księżyc. Osoby, które mają wkrótce umrzeć, mogą usłyszeć, jak gra na flecie melodię. W związku z tym ludzie plotą kosze przez całą noc, aby nie zasnąć i chronić tych, którzy słyszą tę melodię. Jego granica, która znajduje się pod szkołą, jest najbliżej Dalekiego Brzegu. Jego yorishiro to dziewczyna o imieniu Sumire, przodkini Aoi, którą strzegł, dopóki nie została złożona w ofierze.

### Istoty nadprzyrodzone Akademii Kamome
- Mokke (jap. もっけ)

Seiyū: Yūri Yoshida, Chitose Morinaga, Mai Kanazawa 
Znane również jako „Yousei-san”, Mokke to w rzeczywistości nadprzyrodzone istoty przypominające króliki, które uwielbiają słodycze. Mają lekką skłonność do kleptomanii i lubią popełniać drobne, przypadkowe kradzieże. Ze względu na swoją płochliwość i niegroźny wygląd, Mokke mają tendencję do łączenia się w duże, przerażające stworzenia, aby walczyć z wrogami, co budzi strach wśród uczniów.
- Kodama (jap. 木魅)

Seiyū: Ryōtarō Okiayu 
Istota znana jako „Drzewo Wyznań” (jap. 告白の木 Kokuhaku no ki), które jak sądzono, zostało zasadzone przez Boga Miłości. W rzeczywistości jednak Kodama to duch w formie drzewa, zdeterminowany, by szerzyć miłość wśród uczniów, który bywa zbyt wścibski i nachalny w swoich metodach. Po tym, jak zostaje pokonany przez Hanako, zmniejsza się do rozmiaru brokułu, ponieważ został znacznie osłabiony.

### Antagoniści
- Tsukasa Yugi (jap. 柚木 つかさ Yugi Tsukasa)

Seiyū: Megumi Ogata 
Młodszy brat bliźniak Hanako. Kiedy jeszcze żyli, podobno byli sobie bardzo bliscy, dopóki nie został zabity przez Hanako. Jest radosny i niezwykle dziecinny, ale jego osobowość szybko zmienia się, ujawniając niepokojącą i obłąkaną stronę. Nie myśli o swoich działaniach i działa impulsywnie, decydując się zabijać tylko dlatego, że uważa to za zabawne. Bliźniacy mają przeciwstawne przekonania; podczas gdy Hanako kładzie nacisk na utrzymanie pokojowej równowagi między ludźmi a istotami nadprzyrodzonymi, Tsukasa wierzy, że obie strony powinny postępować według własnych pragnień, nawet jeśli oznacza to wywoływanie ogromnego chaosu. Podczas gdy Hanako spełnia życzenia żyjących, Tsukasa spełnia życzenia zmarłych. Nosi czarne kimono z krótkimi rękawami, szarą hakamę i białą koszulę pod spodem. W przeciwieństwie do Hanako, ma czarną pieczęć yorishiro na prawym policzku i używa czarnych koku-joudai. Tsukasa współpracuje ze swoją asystentką, Sakurą, aby zmieniać plotki o zjawiskach nadprzyrodzonych w szkole dla własnych celów.
- Sakura Nanamine (jap. 七峰 桜 七峰 桜)

Seiyū: Chika Anzai 
Piękna uczennica trzeciej klasy liceum w Akademii Kamome. Podobnie jak Yashiro, została asystentką Tsukasy po tym, jak spełnił jej życzenie. Jest przewodniczącą Klubu Nadawań i pomaga rozpowszechniać zmienione plotki o zjawiskach nadprzyrodzonych. Sakura jest zazwyczaj stoicka, jednak kiedy denerwuje się zarówno na Natsuhiko, jak i na Tsukasę, stosuje technikę wyobrażania sobie Tsukasy jako kota, co sprawia, że jego działania stają się bardziej znośne.
- Natsuhiko Hyuga (jap. 日向 夏彦 Hyūga Natsuhiko)

Seiyū: Takahiro Mizushima 
Uczeń drugiego roku i członek Klubu Nadawań. Często widuje się go, jak próbuje zdobyć sympatię Sakury, ale bezskutecznie. Choć nie jest związany z Tsukasą, pomaga mu w jego planach. Jego lekkomyślna osobowość często wpędza go w kłopoty.

### Inni
- Teru Minamoto (jap. 源 輝 Minamoto Teru)

Seiyū: Yūma Uchida 
Uczeń drugiej klasy liceum, przewodniczący samorządu uczniowskiego i najpopularniejszy chłopak w szkole. Jest starszym bratem Ko oraz najstarszym synem klanu Minamoto. Jako wybitny egzorcysta, od młodości był szkolony przez starszyznę rodzinną w zakresie egzorcyzmowania istot nadprzyrodzonych, w wyniku czego jest przesiąknięty przekonaniem, że wszystkie tego typu istoty są z natury złe. Pomimo swojego spokojnego i łagodnego wyglądu, jest bezwzględny i niesamowicie przenikliwy. Ma lekko sadystyczną naturę i często terroryzuje Mokke, zmuszając je do pracy jako jego służący. Bardzo troszczy się o swoje młodsze rodzeństwo i chce, aby Ko wypędził Siedem Tajemnic, aby stał się silniejszy. Teru często spędza noce na egzorcyzmach, co zmusza go do spania wyłącznie po szkole.
- Aoi Akane (jap. 赤根 葵 Akane Aoi)

Seiyū: Minako Sato 
Uczennica pierwszej klasy liceum i najlepsza przyjaciółka Yashiro. Jest najładniejszą i najpopularniejszą dziewczyna w szkole. Uwielbia plotki o Siedmiu Tajemnicach i często opowiada o nich Yashiro, która zauważa, że podejrzanie wszystkie plotki, które Aoi jej przekazuje, okazują się prawdziwe. Sugeruje się, że może to mieć związek z jej pochodzeniem jako osoby posiadającej krew Kannagi. Wraz z Yashiro należą do Klubu Ogrodniczego. Jest także jej sąsiadką i przyjaciółką z dzieciństwa.
- Lemon Yamabuki (jap. 山吹 檸檬 Yamabuki Remon)

Seiyū: Genki Okawa 
Uczennica pierwszego roku liceum w Akademii Kamome i najlepsza przyjaciółka Akane. Zachowuje się nonszalancko i często można ją zobaczyć z telefonem w ręku.
- Shun Yoko i Yomogi Sato (jap. 横尾瞬 & 佐藤蓬 Yokoo Shun & Satō Yomogi)

Seiyū: Shōtarō Uzawa (Yoko), Teppei Uenishi (Sato) 
Dwaj uczniowie trzeciej klasy gimnazjum Akademii Kamome i najlepsi przyjaciele Ko. Yoko uwielbia sport i zwykle jest wyluzowany oraz radosny. Sato natomiast interesuje się pieczeniem i słodyczami, a jego osobowość jest zazwyczaj poważna i surowa.

## Manga
Manga została stworzona przez duet o pseudonimie AidaIro, składający się z Iro, pisarza, i Aidy, ilustratora serii. Jej pierwszy rozdział ukazał się 18 czerwca 2014 roku w lipcowym numerze czasopisma „Gekkan GFantasy” należącego do Square Enix. Tomiki 11., 12., 15. oraz 20. zostały wydane dodatkowo także w edycji limitowanej. Tom „0” zawiera prequel opowieści.
W Polsce manga wydawana jest od 23 października 2020 przez Studio JG w tłumaczeniu Justyny Harasimiuk-Latoś.
Od 22 lutego 2018 ukazuje się spin-off serii zatytułowany Hōkago shōnen Hanako-kun.
| Nr | Język japoński       | Język japoński         | Język polski         | Język polski           |
| Nr | Data wydania         | ISBN                   | Data wydania         | ISBN                   |
| -- | -------------------- | ---------------------- | -------------------- | ---------------------- |
| 1  | 22 maja 2015         | ISBN 978-4-7575-4662-2 | 23 października 2020 | ISBN 978-83-8001-635-4 |
| 2  | 21 listopada 2015    | ISBN 978-4-7575-4819-0 | 18 grudnia 2020      | ISBN 978-83-8001-673-6 |
| 3  | 27 maja 2016         | ISBN 978-4-7575-5000-1 | 25 lutego 2021       | ISBN 978-83-8001-695-8 |
| 4  | 27 września 2016     | ISBN 978-4-7575-5112-1 | 27 kwietnia 2021     | ISBN 978-83-8001-723-8 |
| 5  | 27 lutego 2017       | ISBN 978-4-7575-5259-3 | 28 czerwca 2021      | ISBN 978-83-8001-748-1 |
| 6  | 27 lipca 2017        | ISBN 978-4-7575-5427-6 | 23 sierpnia 2021     | ISBN 978-83-8001-779-5 |
| 7  | 27 grudnia 2017      | ISBN 978-4-7575-5572-3 | 3 listopada 2021     | ISBN 978-83-8001-811-2 |
| 8  | 26 maja 2018         | ISBN 978-4-7575-5732-1 | 29 grudnia 2021      | ISBN 978-83-8001-863-1 |
| 9  | 26 października 2018 | ISBN 978-4-7575-5900-4 | 11 kwietnia 2022     | ISBN 978-83-8001-908-9 |
| 10 | 27 marca 2019        | ISBN 978-4-7575-6078-9 | 29 czerwca 2022      | ISBN 978-83-8001-947-8 |
| 11 | 27 sierpnia 2019     | ISBN 978-4-7575-6147-2 | 24 listopada 2022    | ISBN 978-83-8257-015-1 |
| 12 | 27 grudnia 2019      | ISBN 978-4-7575-6330-8 | 17 lutego 2023       | ISBN 978-83-8257-085-4 |
| 0  | 27 grudnia 2019      | ISBN 978-4-7575-6454-1 | —                    |                        |
| 13 | 27 maja 2020         | ISBN 978-4-7575-6661-3 | 28 kwietnia 2023     | ISBN 978-83-8257-150-9 |
| 14 | 27 listopada 2020    | ISBN 978-4-7575-6965-2 | 30 czerwca 2023      | ISBN 978-83-8257-195-0 |
| 15 | 27 kwietnia 2021     | ISBN 978-4-7575-7224-9 | 31 sierpnia 2023     | ISBN 978-83-8257-237-7 |
| 16 | 27 września 2021     | ISBN 978-4-7575-7495-3 | 16 listopada 2023    | ISBN 978-83-8257-308-4 |
| 17 | 26 lutego 2022       | ISBN 978-4-7575-7760-2 | 15 lutego 2024       | ISBN 978-83-8257-361-9 |
| 18 | 26 sierpnia 2022     | ISBN 978-4-7575-8096-1 | 23 kwietnia 2024     | ISBN 978-83-8257-399-2 |
| 19 | 27 lutego 2023       | ISBN 978-4-7575-8329-0 | 21 czerwca 2024      | ISBN 978-83-8257-456-2 |
| 20 | 25 sierpnia 2023     | ISBN 978-4-7575-8636-9 | 23 grudnia 2024      | ISBN 978-83-8257-531-6 |
| 21 | 27 lutego 2024       | ISBN 978-4-7575-9065-6 | 7 kwietnia 2025      | ISBN 978-83-8257-611-5 |
| 22 | 26 lipca 2024        | ISBN 978-4-7575-9315-2 | 20 czerwca 2025      | ISBN 978-83-8257-736-5 |
| 23 | 27 grudnia 2024      | ISBN 978-4-7575-9589-7 | —                    |                        |
| 24 | 26 czerwca 2025      | ISBN 978-4-7575-9919-2 | —                    |                        |

## Anime
Powstawanie adaptacji w formie telewizyjnego serialu anime zostało ogłoszone w kwietniowym numerze magazynu „G Fantasy”, wydanym 18 marca 2019. Seria została wyprodukowana przez studio Lerche. Reżyserem został Masaomi Andō, za scenariusz odpowiadał Yasuhiro Nakanishi, za projekty postaci Mayuka Itō, a za produkcję animacji Yūji Higa. Muzyka do serialu została skomponowana przez Hiroshiego Takakiego. Emisja rozpoczęła się 10 stycznia na kanałach TBS, SUN, CBC oraz BS-TBS i zakończyła 27 marca 2020, licząc 12 odcinków. Motywem otwierającym jest „No.7” w wykonaniu Jibaku Shōnen Band, natomiast końcowym „Tiny Light” autorstwa Akari Kitō. Prawa do streamingu serii nabyło Funimation. Po przejęciu Crunchyroll przez Sony seria została przeniesiona do tegoż serwisu.
W grudniu 2022 zapowiedziano nowy projekt anime, który następnie został opisany jako „restart” serii. W sierpniu 2023 ogłoszono krótką adaptację anime na podstawie spin-offu serii After-School Hanako-kun, którą oznaczono jako „pierwszą część” projektu. Za produkcję odpowiadało studio Lerche, za reżyserię Masaki Kitamura, scenariusz napisał Kazuma Nagatomo, projektami postaci zajęła się Aya Higami, która była także główną reżyserką animacji, a muzykę skomponował Hiroshi Takaki. Serial był emitowany na antenie TBS od 13 października do 3 listopada 2023 i składał się z czterech odcinków, z których każdy trwał 10 minut. Akari Kitō, Yūri Yoshida, Chitose Morinaga i Mai Kanazawa wykonały motyw końcowy zatytułowany „Koi! Koi koi” (jap. 来い！濃い恋).
W listopadzie 2023 ogłoszono powstanie 4-odcinkowej kontynuacji After-School Hanako-kun, której premiera odbyła się 8 października 2024. Jednocześnie poinformowano, że trwają prace nad drugim sezonem głównej serii. Jego emisja trwała od 12 stycznia do 30 marca 2025. Motyw otwierający, zatytułowany „L’oN”, wykonuje Masayoshi Ōishi, natomiast motyw końcowy, „With a Wish”, zaśpiewała Akari Kitō. Po wyemitowaniu ostatniego odcinka ogłoszono powstanie kontynuacji. Później ujawniono, że będzie to druga część drugiego sezonu. Jej premiera odbyła się 6 lipca 2025. Motywem otwierającym jest „Kagome kagome” w wykonaniu Masayoshiego Ōishiego, natomiast końcowym „mo∞ent” autorstwa Akari Kitō.

### Lista odcinków

#### Sezon 1
| №  | #  | Tytuł                                                                   | Premiera         |
| -- | -- | ----------------------------------------------------------------------- | ---------------- |
| 1  | 1  | Hanako-san of the Bathroom Toire no Hanako-san (トイレの花子さん)       | 9 stycznia 2020  |
| 2  | 2  | Yousei-san Yōsei-san (ようせいさん)                                     | 16 stycznia 2020 |
| 3  | 3  | The Misaki Stairs, Part 1 Misaki kaidan sono ichi (ミサキ階段其の一)    | 23 stycznia 2020 |
| 4  | 4  | The Misaki Stairs, Part 2 Misaki kaidan sono ni (ミサキ階段其の二)      | 23 stycznia 2020 |
| 5  | 5  | The Confession Tree Kokuhaku no ki (告白の木)                           | 6 lutego 2020    |
| 6  | 6  | The 4 o’clock Library Jūroku-ji no shoko (16時の書庫)                   | 13 lutego 2020   |
| 7  | 7  | Donuts Dōnatsu (ドーナツ)                                               | 20 lutego 2020   |
| 8  | 8  | Mitsuba (ミツバ)                                                        | 27 lutego 2020   |
| 9  | 9  | Tea Party Ochakai (お茶会)                                              | 5 marca 2020     |
| 10 | 10 | The Hell of Mirrors, Part 1 Kagamijigoku sono ichi (カガミジゴク其の一) | 12 marca 2020    |
| 11 | 11 | The Hell of Mirrors, Part 2 Kagamijigoku sono ni (カガミジゴク其の二)   | 19 marca 2020    |
| 12 | 12 | The Little Mermaid Ningyo-hime (人魚姫)                                 | 26 marca 2020    |

#### Sezon 2
| №  | #  | Tytuł | Premiera         |
| -- | -- | --- | ---------------- |
| 13 | 1  | Hanako-kun of the Bathroom Toire no Hanako-kun (トイレの花子くん)                                                                                 | 12 stycznia 2025 |
| 14 | 2  | The Three Clock Keepers Sannin no tokei mori (三人の時計守)                                                                                       | 19 stycznia 2025 |
| 15 | 3  | Lost and Found Sagashimono (さがしもの) | 26 stycznia 2025 |
| 16 | 4  | Summer Lights Natsu akari (夏灯り) | 2 lutego 2025    |
| 17 | 5  | Mokke of the Dead / The Melancholy of the New Number Three Mokke obu za deddo / Shin sanban no yūutsu (もっけ・オブ・ザ・デッド / 新・三番の憂鬱) | 9 lutego 2025    |
| 18 | 6  | Make Believe Esoragoto (エソラゴト) | 16 lutego 2025   |
| 19 | 7  | Make Sense Yomaigoto (ヨマイゴト) | 23 lutego 2025   |
| 20 | 8  | Make It Sound Nice Kireigoto (キレイゴト) | 3 marca 2025     |
| 21 | 9  | Make It Secret Kakushigoto (カクシゴト) | 9 marca 2025     |
| 22 | 10 | Make a Wish Negaigoto (ネガイゴト) | 16 marca 2025    |
| 23 | 11 | Make It About You Hitorigoto (ヒトリゴト) | 23 marca 2025    |
| 23 | 11 | Picture Perfect Esoragoto (絵空事) | 30 marca 2025    |

## Odbiór
W 2023 roku pierwszy tom serii w Polsce osiągnął próg 100 tysięcy sprzedanych egzemplarzy.
Do lutego 2024 manga w Japonii rozeszła się w nakładzie ponad 10 milionów kopii.